# Звездане стазе III: Потрага за Споком
Звездане стазе III: Потрага за Споком (енгл. Star Trek III: The Search for Spock) амерички је научнофантастични филм из 1984. године, у режији Ленарда Нимоја, који је написао и продуцирао Харв Бенет, и који је заснован на телевизијској серији Звездане стазе. Ово је трећи филм у оквиру франшизе Звездане стазе и други део трилогије која почиње филмом Звездане стазе II: Канов гнев (1982), а завршава се филмом Звездане стазе IV: Путовање кући (1986). Након смрти Спока (Нимој), посада свемирског брода Ентерпрајз враћа се на Земљу. Када Џејмс Т. Кирк (Вилијам Шатнер) сазна да се Споков дух, или катра, налази у свести доктора Ленарда Мекоја (Дифорест Кели), он и остатак посаде краду Ентерпрајз како би вратили Споково тело на његову матичну планету. Истовремено, морају да се суоче са непријатељски настројеним Клингонцима, на челу са Круџом (Кристофер Лојд), који су решени да украду тајне моћног уређаја за тераформирање, познатог као „Постање”.
Компанија Paramount Pictures наручила је филм након позитивног критичког и комерцијалног успеха који је остварио Канов гнев. Нимој је режирао овај филм, чиме је постао први члан глумачке екипе Звезданих стаза који је режирао један од филмова. Продуцент Харви Бенет написао је сценарио почев од краја, уназад, а уништење брода Ентерпрајз замислио је као шокантан обрт у радњи. Бенет и Нимој сарађивали су са студијом за специјалне ефекте Industrial Light & Magic на развоју сториборда и нових дизајна бродова; ILM је такође био задужен за израду бројних сцена са специјалним ефектима. С изузетком једног дана снимања на локацији, филм је у потпуности сниман у студијима Paramount-а и ILM-а. Композитор Џејмс Хорнер поново је био ангажован и проширио је музичке теме из претходног филма.
Филм је биоскопски објављен 1. јуна 1984. године. У првој недељи приказивања зарадио преко 16 милиона долара у скоро 2.000 биоскопа широм Северне Америке, док је укупна зарада широм света износила 87 милиона долара. Филм је наишао на углавном позитивне рецензије критичара, али приметно слабије у односу на претходни филм. Рецензенти су углавном хвалили глумачку екипу, Нимојеву режију и ликове, док су критике најчешће биле усмерене према заплету; специјални ефекти су поделили критичаре. Роџер Иберт је овај филм описао као компромис између тонова првог и другог филма из серијала.

## Радња
Звездани брод Ентерпрајз враћа се у лошем стању на Земљу након битке са суперчовеком Каном Нунијеном Сингом, који је покушао да га уништи активирањем експерименталног уређаја за тераформирање познатог као „Постање”. Једна од жртава сукоба био је пријатељ адмирала Џејмса Т. Кирка, Спок, чији је ковчег лансиран у орбиту око планете створене Постањем. По доласку на Земљу, доктор Ленард Мекој почиње да се понаша чудно и бива ухапшен. Адмирал Мороу из Звездане флоте посећује Ентерпрајз и обавештава посаду да ће брод бити повучен из употребе. Члановима посаде је такође наређено да не помињу Постање због политичких спорова око уређаја.
Дејвид Маркус — Кирков син и један од водећих научника у развоју Постања — и Вулканка Савик истражују планету Постање са научног брода Грисом. Откривајући неочекивани облик живота на површини, Маркус и Савик се телепортују на планету. Тамо откривају да је Постање васкрсло Спока у облику детета, али без присуства његове свести. Приморана од стране Савик, Маркус признаје да је користио нестабилну протоматерију у изградњи уређаја, што значи да Спок убрзано стари и да ће планета убрзо бити уништена. У међувремену, командант Круџ, припадник ванземаљске расе Клингонаца, долази до информација о Постању. Верујући да је овај уређај моћно оружје, Круџ својим бродом одлази на планету, уништава Грисом и заробљава Маркуса, Савик и Спока.
Споков отац, Сарек, састаје се са Кирком поводом синовљеве смрти. Њих двојица откривају да је Спок, пре смрти, пренео своју катру (живи дух) на Мекоја. Да би Спок био достојно сахрањен на родној планети Вулкан, потребно је спојити његову катру и тело — у супротном, Мекој ће умрети под теретом туђе свести. Кршећи наређења, Кирк и његова посада ослобађају Мекоја из притвора, онеспособљавају брод Екселзиор, и краду Ентерпрајз из орбиталне луке како би се вратили на планету Постање.
У орбити, Круџ напада и онеспособљава Ентерпрајз. Уследи пат позиција у којој Круџ наређује погубљење једног од талаца на површини — Дејвид гине бранећи Савик. Кирк и посада се претварају да се предају, али активирају самоуништење Ентерпрајза, убијајући клингонску посаду која је покушала да преузме брод, док се људска посада телепортује на површину планете. Обећавајући тајну Постања, Кирк намамљује Круџа на планету и наређује да се остатак његове посаде пребаци на клингонски брод. Док се планета распада, Кирк и Круџ се боре прса у прса; Кирк успева да га победи и одгурне са литице. Савладавши последњег клингонског члана посаде, Кирк и посада преузимају брод и крећу ка Вулкану.
Спокова катра се затим обједињује са његовим телом у опасном обреду познатом као „фал тор пан”. Церемонија је успешна и Спок васкрсава жив, мада са фрагментираним сећањем. На Кирков подстицај, Спок се присећа да га је звао „Џим” и препознаје посаду.

## Улоге
| Глумац          | Улога                  |
| --------------- | ---------------------- |
| Вилијам Шатнер  | Џејмс Т. Кирк          |
| Дифорест Кели   | Ленард Мекој           |
| Џејмс Духан     | Монтгомери Скот        |
| Џорџ Такеи      | Хикару Сулу            |
| Волтер Кениг    | Павел Чехов            |
| Нишел Николс    | Ухура                  |
| Џудит Андерсон  | Т’Лар                  |
| Робин Кертис    | Савик                  |
| Кристофер Лојд  | Круџ                   |
| Марк Ленард     | Сарек                  |
| Мерит Батрик    | Дејвид Маркус          |
| Ленард Нимој    | Спок                   |
| Роберт Хукс     | адмирал Мороу          |
| Џејмс Б. Сикинг | капетан Стајлс         |
| Мигел Ферер     | први официр Екселзиора |
| Џон Ларокет     | Малц                   |